# Malherbologie

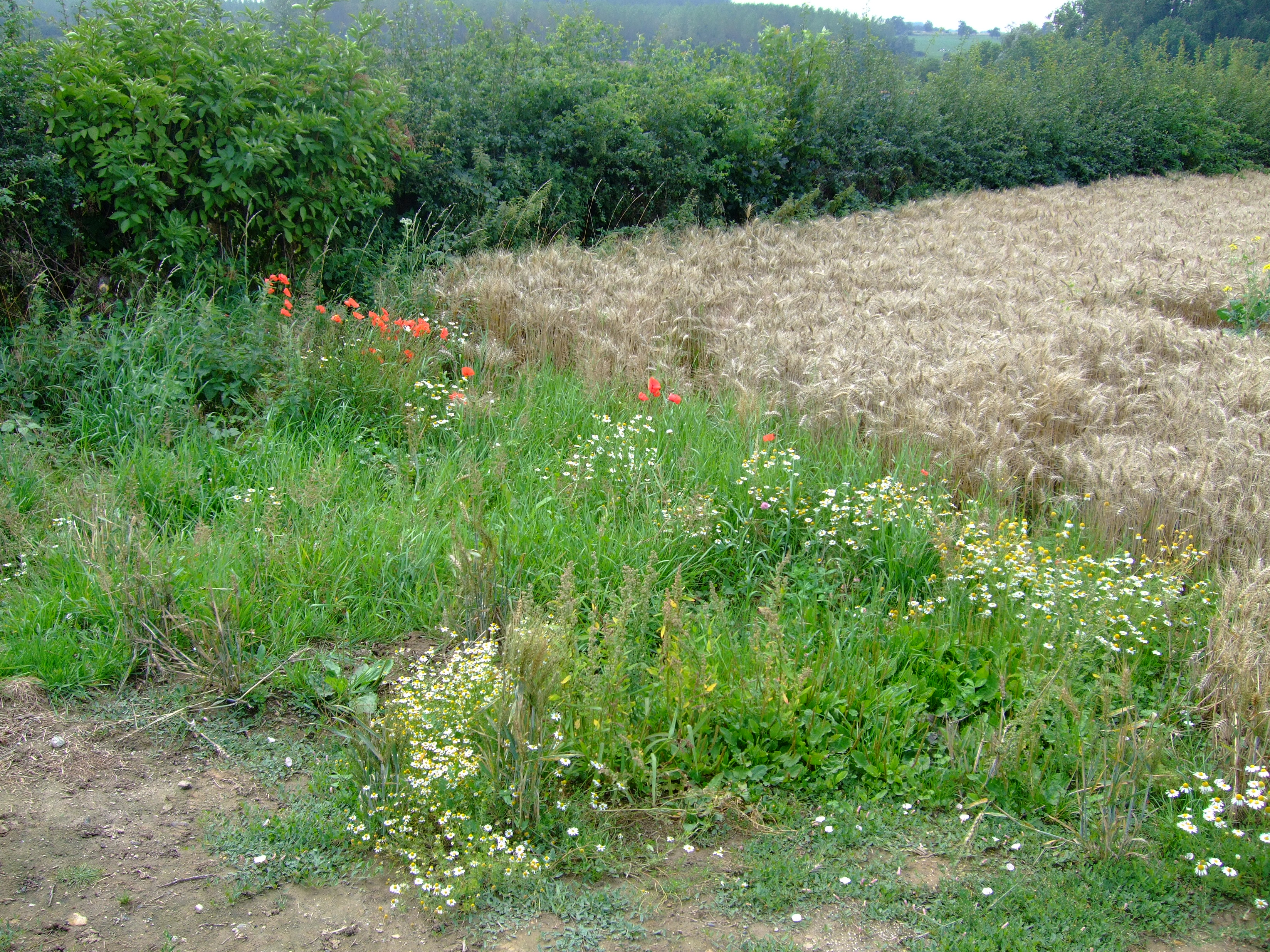
Plantes vivaces typiques des moissons (dite « messicoles »)

La malherbologie est une discipline de l'agronomie qui étudie les mauvaises herbes, leur cycle biologique et les méthodes permettant de limiter leur développement dans les cultures.

## Origine de la malherbologie
Pour un article plus général, voir Enherbement.
Pour un article plus général, voir Désherbage.
Afin de gérer durablement l'enherbement de toute parcelle agricole et ainsi de sauvegarder de la durabilité des systèmes de production, l'exploitant de ces espaces agricoles doit avoir une connaissance approfondie de ces enherbements, et plus particulièrement leur composition, leur diversité, de l'écologie et de la biologie des espèces qui composent ces terrains. Une recherche approfondie du milieu permet de connaître précisément les facteurs écologiques et agronomiques qui vont influencer le développement de ces mauvaises herbes également dénommées adventices. Grâce à ces études, il devient alors possible d'identifier les espèces concernées et d'agir sur ces facteurs pour maintenir l'enherbement d'un terrain en-dessous du seuil de nuisibilité globale et procéder à un désherbage régulier sans forcément nuire à l'environnement.

## Domaines d'application
Les domaines d'application de la malherbologie concernent l'agriculture, l'horticulture, les domaines aquatiques (cours d'eau, lacs) et les espaces publics, notamment les réseaux de communications, et plus généralement tous les espaces dans lesquels il est nécessaire de gérer le développement de la végétation.
Elle comprend d'une part l'étude des plantes qui peuvent avoir un effet sur l'économie ou sur notre environnement, en prenant en compte notamment la physiologie, la génétique et l'écologie végétale, et d'autre part l'étude de la gestion de la végétation, comprenant celle des outils disponibles à cet effet, tels que les systèmes de culture, les herbicides, les techniques de gestion et la génétique des semences.
La malherbologie permet également de découvrir des utilités aux plantes précédemment jugées nuisibles en étudiant leurs propriétés.